# Marinismus

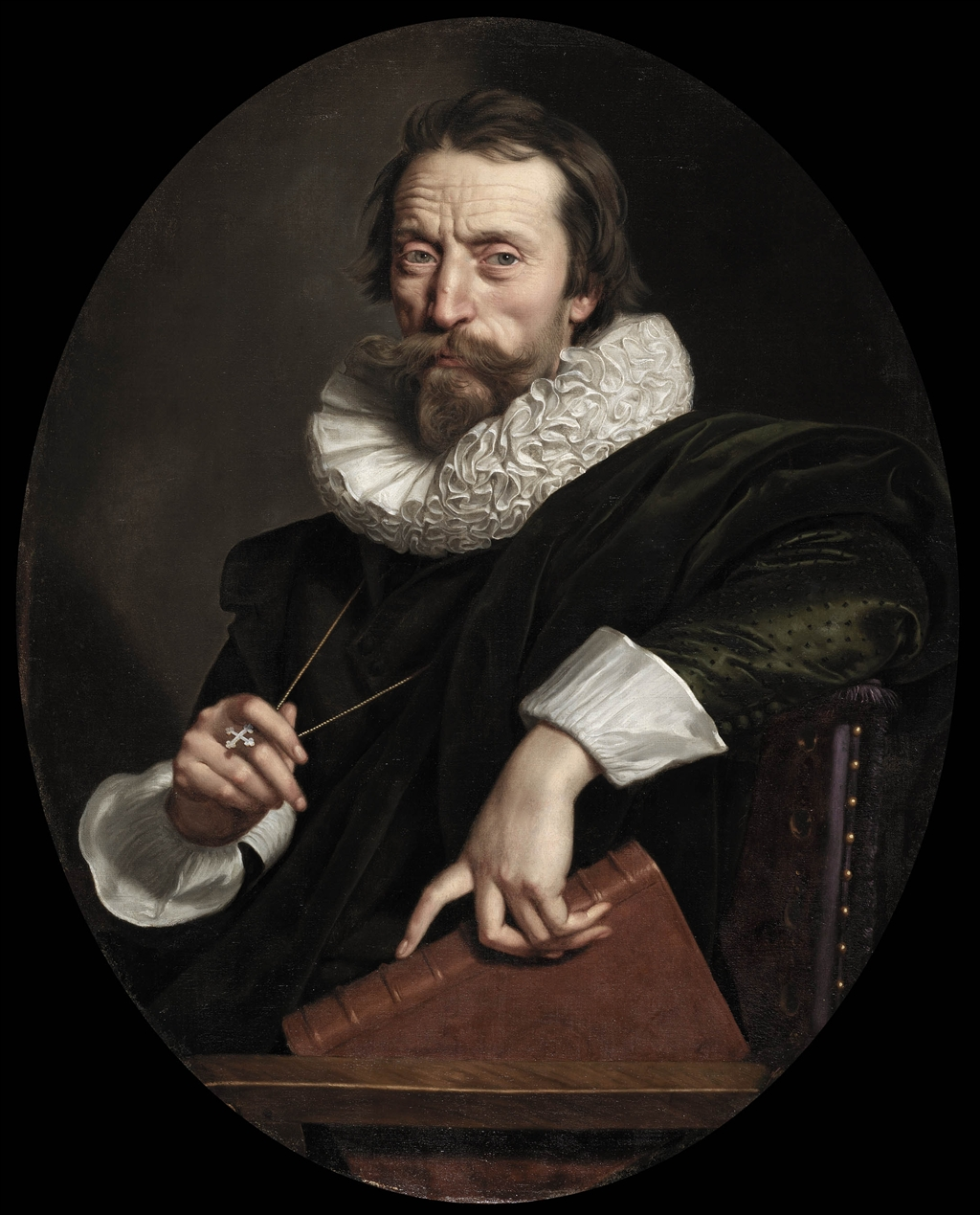
Giambattista Marino

Marinismus je vyumělkovaný styl italské barokní literatury, typický pro Itálii, jehož cílem bylo překvapovat neobvyklými obrazy a figurami, různými alegorickými konstrukcemi, slovními hříčkami apod. Tento únik do říše fantazie se stal velice rychle povrchní a prázdnou rétorikou. Marinismus čerpal z antické mytologie a lyrika byla převážně milostně laděná.
V odborné literatuře se můžeme setkat s pojmem secentismus – jedná se o synonymní pojmenování (italsky secento – šest set, označení pro 17. století). Marinismus ovlivňuje francouzskou preciózní literaturu.

## Představitelé
Mezi typické představitele marinismu patří např. italský představitel barokní literatury, básník Giambattista Marino, autor skladby Adonis, po němž je styl také pojmenován.